# 비옷

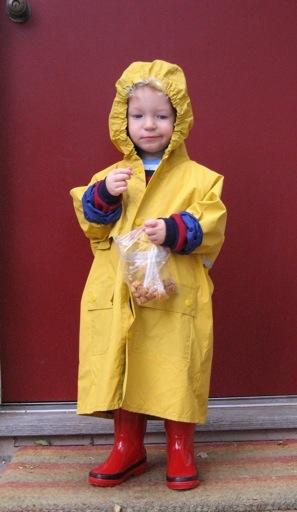
두건이 달린 노란 비옷을 입고 있는 아이

비옷, 우의(雨衣)는 몸에 비를 맞지 않게 하기 위해 방수 물질로 된 코트다. 레인코트(raincoat)라고도 부른다. 비옷은 착용자를 비로부터 보호하기 위해 상체에 착용하는 방수 또는 방수 의류이다. 레인 재킷(rain jacket)이라는 용어는 때때로 허리 길이의 긴 소매가 달린 레인코트를 가리키는 데 사용된다. 레인 재킷은 레인 팬츠와 결합하여 레인 슈트를 만들 수 있다. 비옷은 보일러수트처럼 일체형일 수도 있다. 우의형 폰초와 같은 비옷은 우산과는 다르게 착용자가 비와 비바람으로부터 손을 자유롭게 보호할 수 있는 기능을 제공한다.
현대의 비옷은 통풍이 잘 되면서 방수 기능까지 갖춘 직물로 만드는데, 이를테면 고어 텍스와 코팅 나일론이 있다. 이러한 직물들은 공기가 잘 통하므로 땀이 빠져나갈 수 있게 한다. 비옷이 감당할 수 있는 쏟아지는 비의 양은 때때로 밀리미터 단위, 즉 수위계로 측정된다.

## 역사
비옷은 고대 중국의 고대 시점으로 거슬러 올라간다. 최초 형태의 중국의 비옷은 지푸라기나 대나무로 만들어졌다.

### 현대에서의 개발
최초의 현대식 방수 비옷 중 하나는 1824년 스코틀랜드의 화학자 찰스 매킨토시(Charles Macintosh)가 "인도 고무 천"(India rubber cloth)이라고 묘사한 새로운 타포린 직물에 대한 특허에 따라 만들어졌으며 두 직물 사이에 나프타로 부드러워진 고무 코어를 끼워서 만들어졌다. 매킨토시(Mackintosh) 비옷은 불침투성 고무를 함침시킨 직물로 만들어졌지만 초기 메소아메리카 비옷의 더 나은 경화 방법이 부족했지만 초기 코트는 냄새, 뻣뻣함, 천연 바디 오일과 더운 날씨로 인해 악화되는 경향이 있었다. 많은 재단사들은 그의 새 천을 사용하는 것을 꺼려했고 그것에 관심도 없었다. 찰스는 자신의 회사를 설립하고 결국 1843년에 코트에 가황 고무를 첨가하여 많은 문제를 해결했다.

## 개인 보호 장비로의 사용
비옷은 특히 개인 보호 장비(PPE)가 부족한 지역에서 개인 보호 장비로 사용할 수도 있다. 그러나 효과는 사용된 스타일과 재료에 따라 달라진다.

## 같이 보기
- 우비
- 폰초
- 우산
- 파카
- 도롱이
- 트렌치코트